# アーヴィング・ゴッフマン

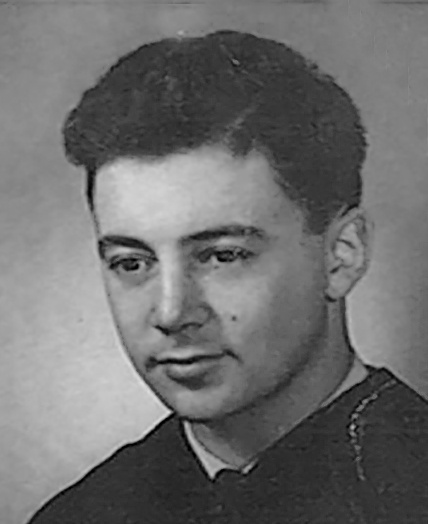
アーヴィング・ゴッフマン(1949年頃）

アーヴィング・ゴッフマン（Erving Goffman、1922年6月11日 - 1982年11月19日）は、カナダの社会学者。日常生活における人々の社会的相互作用の仕方を解明する方法論として、ドラマツルギーを初めて社会学の立場で提唱したとされる。

## 略歴
カナダに生まれ、1945年カナダのトロント大学卒業、1949年シカゴ大学で修士号、1953年同博士号（Ph.D.）取得。
1949年 - 1951年エディンバラ大学社会人類学科でシェットランド島フィールド・ワークに従事。シカゴ大学社会学科部門の研究プロジェクトに参加。1954年 - 1957年国立精神衛生研究所衛生臨床センターの客員研究員。1955年 - 1956年ワシントンの聖エリザベス病院で参与観察を実施。1958年カリフォルニア大学バークレー校社会学科に参画、1962年同大学社会学教授。1966年 - 1967年ハーバード大学国際問題研究所の特別研究員。1968年ペンシルベニア大学教授。1982年アメリカ社会学会会長。同年、60歳で死去した。

## 研究概要
ゴッフマンは、彼の社会学的方法であるドラマツルギーによって、個人（行為者）に先行して存在し与えられるフレームから出発して、個人が一貫性を有する行為者であるとする一般常識の打破を試みた。すなわち、（社会的相互作用の過程で行為者自身の内面に生ずる）複数の自己のありさまを明らかにし、それらの自己が行為者自身に帰属する特性ではなく、社会コントロールのパターン（フレーム）に帰属する特性であると規定した。社会的配置によって構成される「自己」は、「戦術的駆け引き」のもとに一定の「提示」をする過程（社会的ドラマ）の生み出す結果でしかなく、それゆえに確実性と一貫性を持ち得ない存在であることを明らかにしようとした。
1961年の著作「アサイラム」は、施設としての精神病院を研究の対象とし、精神医療の改善運動に大きな影響を与えた。この参与観察はかつてハリー・スタック・サリヴァンの働いていた病院で行われて、ゴッフマン自身、「合意による確認consensual validation」などの重要概念をサリヴァンから引き継いでいる。

## 研究評価
ゴッフマンはドラマツルギーによって「インプレッションの術策」（Impression Management）と「役割乖離」（Role Distance）の問題において「個人間葛藤」を発見し、アイデンティティ葛藤の分析に重要な貢献を果たした。この社会学的手法によって理論的にも実証的にも社会学に新地平を開拓したとされる。また、社会学のみならず、言語学、文化人類学の領域においてもゴッフマンの知見は利用された。その一方でインプレッションの術策を駆使する主体、すなわち「自己提示」を為すその主体は何者であるかの問いには答えていない為に「個人内葛藤」という重要な課題を残した。このような課題を解決する方法として、ゴッフマンの提起した自己の複数モデルから、更に個人の生活史が有する主体的な意味を考慮し時間的連続性の視点を加えた、個人のアイデンティティを統合する核心的自我（自我同一性）を想定する単一的自己モデルが提唱され、エリク・H・エリクソンのアイデンティティ理論を応用する社会学（「生活史の社会学」・「精神分析的社会学」）へとつながった。

## 主な著書・論文
- The Presentation of Self in Everyday Life, (Doubleday, 1959).

石黒毅訳『行為と演技――日常生活における自己呈示』（誠信書房, 1974年）
中河伸俊・小島奈名子訳『日常生活における自己呈示』（ちくま学芸文庫, 2023年）
- Asylums: Essays on the Social Situation of Mental Patients and Other Inmates, (Doubleday, 1961).

石黒毅訳『アサイラム――施設被収容者の日常世界』（誠信書房, 1984年）
- Encounters: Two Studies in the Sociology of Interaction, (Bobbs-Merrill, 1961).

佐藤毅・折橋徹彦訳『出会い――相互行為の社会学』（誠信書房, 1985年）
- Behavior in Public Places: Notes on the Social Organization of Gatherings, (Free Press, 1963).

丸木恵祐・本名信行訳『集まりの構造――新しい日常行動論を求めて』（誠信書房, 1980年）
- Stigma: Notes on the Management of Spoiled Identity, (Prentice-Hall, 1963).

石黒毅訳『スティグマの社会学――烙印を押されたアイデンティティ』（せりか書房, 1970年）
- Interaction Ritual: Essays Face-to-Face Behavior, (Aldine, 1967).

広瀬英彦・安江孝司訳『儀礼としての相互行為――対面行動の社会学』（法政大学出版局, 1986年）
浅野敏夫訳『儀礼としての相互行為 ――対面行動の社会学』（新訳版 法政大学出版局, 2002年）
- Strategic Interaction, (University of Pennsylvania Press, 1969).
- Where the Action Is: Three Essays, (Allen Lane, 1969).
- Relations in Public: Microstudies of the Public Order, (Allen Lane, 1971).
- Frame Analysis: An Essay on the Organization of Experience, (Harvard University Press, 1974).
- Gender Advertisements, (Macmillan, 1979).
- Forms of Talk, (University of Pennsylvania Press, 1981).
- The Goffman Reader, ed. by Charles Lemert and Ann Branaman, (Blackwell, 1997).